# Jean-Bernard Badaire
 Jean-Bernard Badaire  (1923-2004)  fut, pendant la Seconde Guerre mondiale, un résistant qui combattit au sein d'un groupe rattaché au Special Operations Executive. 
Après la guerre, il fut responsable de plusieurs organisations de résistance :
- Libre Résistance : il fut successivement secrétaire général puis président de cette association des anciens de la section F du SOE ;
- Comité d'Action de la Résistance : il fut président du CAR de 1994 à 2004 ;
- Association pour des Études sur la Résistance intérieure : il fut président de l'AERI ;
- Confédération de la France Combattante : il fut président ou vice-président de la CFC, en alternance avec ses collègues de l'Amicale Action et de la Fédération des amicales des réseaux Renseignement et évasion de la France combattante (FARREFC).

## Famille
- Son père, militaire, est fait prisonnier lors des combats de 1940. Il est capturé par les Allemands et enfermé dans l'Oflag 10B (Nienburg am Weser - Allemagne).

## Éléments biographiques

### Avant la guerre
1923. Jean-Bernard Badaire naît le 28 janvier, à Fontainebleau.

### Pendant la guerre
1940. À l'appel du 18 juin, il devient gaulliste et veut se rendre en Angleterre mais comme il est devenu chef de famille en raison de la disparition de son père, sa mère l'incite à rester et à poursuivre ses études secondaires, ce qu'il accepte. Fils et petit-fils d’officiers de carrière, il se destine aussi à l’armée : il passe donc « en corniche », pour préparer le concours d’entrée à l’École spéciale militaire de Saint-Cyr. Mais il n’accepte pas l’abaissement de son pays, ni le nouveau régime qui s’y installe : dès que l’occasion se présente, il se met à la disposition de la résistance en Sologne.
1944. C’est dans un groupe relevant du réseau Antoine-VENTRILOQUIST qu’il se trouve incorporé ; Badaire fait partie du comité d'accueil lorsque Philippe de Vomécourt, revenant de Londres en avril 1944, vient prendre l’unité en main. Hélas, le groupe est infiltré par la Gestapo et, le 13 juillet, Badaire est arrêté. Il connaît alors les interrogatoires et l’internement au camp de Royallieu à Compiègne. Le 28 juillet, il est déporté. Le 31 juillet, il est à Neuengamme affecté à l’un des Kommandos chargés des travaux de terrassement de la base de sous-marins de Brême.
1945. Le 13 avril, devant la progression des armées alliées, le camp est évacué vers Bergen-Belsen mais le convoi est bloqué par les destructions des voies ferrées et c’est à Sandbostel, en marge d’un camp de prisonniers de guerre, que les malheureux du convoi sont débarqués. Là, il parvient à s’échapper et à rejoindre une formation britannique, avec laquelle il participe à la libération du camp.

### Après la guerre
1945 (suite). Le 11 mai, il est rapatrié mais il ne prend qu’une brève permission, s’engage et entre dans une école de cadres. Il est aspirant.
1947. Il est capitaine.
1951. Il quitte l’uniforme. Il prend alors la direction d’entreprises d’édition et de publicité auxquelles il consacrera sa vie professionnelle. Il est aussi administrateur de banque.
Philippe de Vomécourt l’avait remarqué. Devenu président de Libre Résistance dans les années 1950, il fait appel à Jean-Bernard Badaire à qui il confie le secrétariat général de l’association dès que le poste se trouve vacant.
Encore secrétaire général sous la présidence de Robert Lyon, Badaire succède à celui-ci. Il présidera l’association pendant plusieurs décennies, saura la faire vivre, maintiendra d’étroites relations avec les Britanniques tant à Londres qu’à Paris.
1991. Investi depuis plusieurs années dans la réalisation du mémorial de Valençay en hommage aux 104 héros de la section F, il l'inaugure le 6 mai, en présence du ministre des anciens Combattants et de S.A.R. la Reine Mère Elizabeth.
2004. Il meurt le 17 septembre.

## Reconnaissance
Jean-Bernard Badaire a reçu les distinctions suivantes :
- Royaume-Uni :  Ordre de l'Empire britannique à titre civil (officier). Les insignes furent remis par la reine mère.
- France :  Croix de guerre 1939-1945, palme de bronze

 Commandeur de la Légion d'honneur